# Praia do Itaguaçu (Ilhabela)
Praia Itaguaçu é uma praia situada no município de Ilhabela, no estado de São Paulo, no Brasil. Recentemente, ganhou um trecho de ciclovia e uma reurbanização parcial. Próximo à praia, há um restaurante com quiosque na praia, o que atrai turistas.

## Topônimo
"Itaguaçu" é um termo de origem tupi que significa "pedra grande", pela junção de itá (pedra) e gûasu (grande).

## Localização
A praia tem início logo depois do Morro da Cruz, que divide o Itaguaçu do Perequê.